# Gaspard Monge

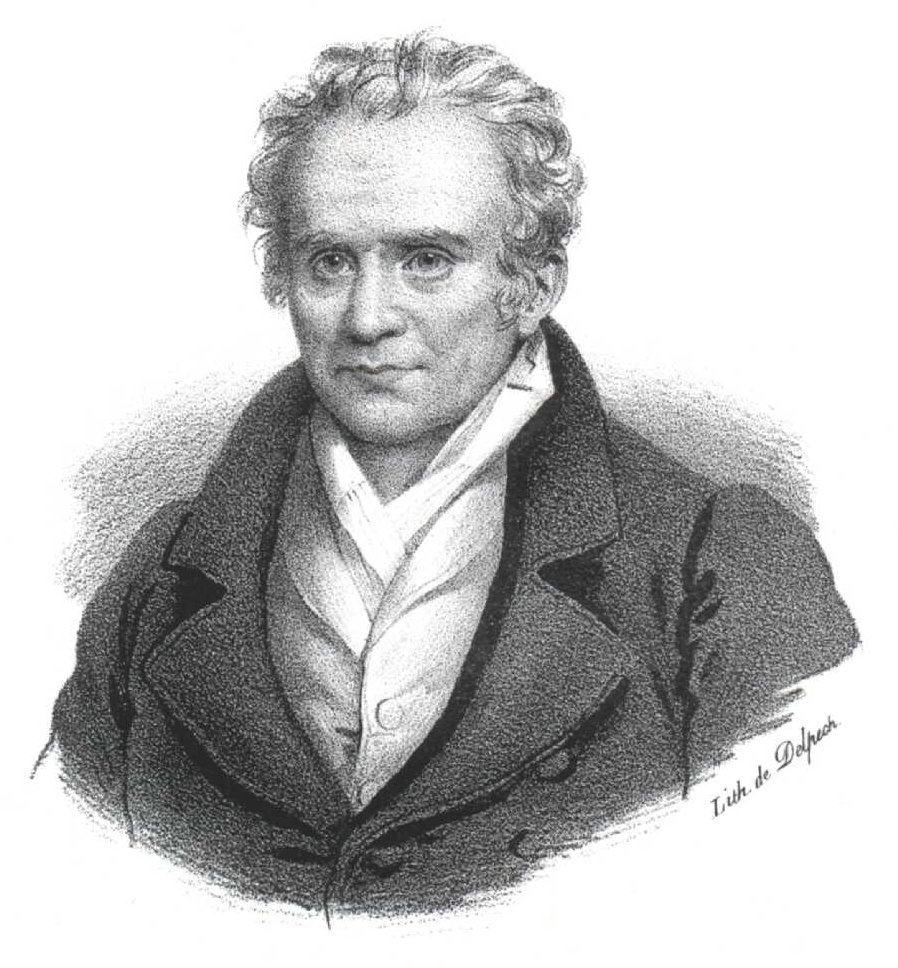
Gaspard Monge

Gaspard Monge, graaf van Péluse (Beaune, 10 mei 1746 − Parijs, 28 juli 1818) was een Franse wiskundige die bekend werd door het ontwikkelen van de beschrijvende meetkunde, het wetenschappelijk tekenen.
Hij werd in 1780 uitgenodigd om lid te worden van de Académie des sciences. Monge vervulde een belangrijke rol in de Franse Revolutie. Na de Bestorming van de Tuilerieën werd hij in 1792 minister van Marine in de Franse voorlopige uitvoerende raad en in 1794 was hij medeoprichter van de École polytechnique. Hij sloot tijdens de Italiaanse Veldtocht van 1796-1797 vriendschap met Napoleon Bonaparte en kreeg tijdens de expeditie van Napoleon naar Egypte, in 1798 en 1799, daar een wetenschappelijke functie. 
Hij verhuisde in 1800 naar Antwerpen en richtte er de Hogere Zeevaartschool Antwerpen op.
Hij werd na zijn overlijden eerst in de begraafplaats Père-Lachaise begraven, maar zijn stoffelijke resten werden in 1989 naar het Panthéon overgebracht. Hij is een van de 72 Fransen van wie de namen in reliëf op de Eiffeltoren zijn aangebracht.